# サイモン・クチャーアンドパートナーズ
サイモン・クチャーアンドパートナーズ (Simon-Kucher & Partners) は、ドイツ・ボンを本拠とする経営戦略コンサルティング会社。
1985年に設立され、現在は26か国41のオフィスに1,400人以上の従業員を擁する。 同社のコンサルティングサービスは、戦略 、マーケティング 、プライシング(価格戦略、価格設定)およびセールスの４分野に特化しており、コスト削減のコンサルティングは基本的に行っていない。
特にプライシング分野では業界におけるリーディングカンパニーとみなされており、価格戦略・価格設定に関するコンサルティングプロジェクトをグローバルで年間1,300件ペースで実施している。フィナンシャル・タイムズをはじめとして、有力メディアからも高く評価されている。

## 歴史

共同創設者 ハーマン・サイモン

ビーレフェルト大学の教授で経営思想家のハーマン・サイモン博士、そして彼の博士課程の学生であった、エカード・クチャー博士とカール=ハインツ・セバスチャン博士の３名によって1985年にボンで創設。  創設以来、同社のコンサルティング活動は価格に焦点を当てており、鉄道、自動車、化学、産業機器、医薬品・医療機器、ソフトウェア、日用消費財、小売等の多岐にわたる業界の著名企業に対し、 顧客の購買行動の分析、マーケティング戦略の策定、価格戦略の最適化による利益の最大化について支援を実施。  
また、1996年、米マサチューセッツ州ケンブリッジにオフィスを開設し、海外で子会社を設立する最初のドイツの独立コンサルタント会社となる。  その後、 パリ 、 チューリッヒ 、 東京等の世界の主要都市に、年に1〜2つのペースで新しい事務所を開設し、グローバルなビジネス展開を行っている。   
近年は、急速な成長を続けており、オフィスは26か国41都市まで増加、また売上も2018年に約3億ユーロ、2020年には3.5億ユーロを突破するなど早いペースでの拡大が続いている。   

## 評価
プライシング、マーケティング、セールスに関するコンサルティングでは高い評価を受けている。 
特にヨーロッパでの評価は極めて高く、ドイツ・ブランドアインス社によるアンケート調査結果では、「マーケティング、ブランド、プライシング領域」及び、「セールス、アフターセールス、CRM領域」において2014年～2021年の8年連続で１位の評価を受けている他、スイスのビジネス誌であるFinanz und Wirtschaftでも、2021年3月に「マーケティング・セールス領域」で1位の評価を受けている。    また、オランダMT誌の2018年12月のアンケート調査結果では、オランダにおける「最も優れた戦略コンサルティング会社」と評価されている。
また、有力な経済メディアからも高い評価を受けており、 ビジネス・ウィーク誌で「製品の価格設定方法について優れたアドバイスを行う世界的リーダー企業」 と紹介され、 2021年のフィナンシャル・タイムズによるコンサルティング会社の評価ランキングにおいても、「マーケティング、ブランド、プライシング領域」でのトップ企業の１つと紹介されている。

## 主要なクライアント・産業
世界的なトップ企業をクライアントとしており、製薬・ライフサイエンスの領域において、世界の主要企業の大半を顧客としているほか、自動車, 金融 , 建設業, 化学, 電機, エネルギー, 通信, 保険, 公共セクター, エンターテイメント, テーマパーク、ソフトウェア, 観光, 交通, 物流といった幅広い業界にたいしてコンサルティングサービスを提供している。   
また、サイモン・クチャーは、大企業のみでなく、中規模企業やスタートアップへの支援も行っており、これらの企業の中には、創業者ハーマン・サイモンが提唱した「隠れたチャンピオン(一般的な認知度は高くないが、それぞれの分野において世界的なトップ企業である中小企業)」やUBERを始めとするユニコーン企業も含まれている。

## 出版物（書籍）
- 価格戦略論(ハーマン・サイモンほか著、ダイヤモンド社)
- グローバルビジネスの隠れたチャンピオン企業(ハーマン・サイモン著、中央経済社)
- 価格の掟(ハーマン・サイモン著、中央経済社)
- 最強の商品開発(M.ラマヌジャム/G. タッケ著、山城和人　監訳、中央経済社)